# Mola Adebisi
Mola Adebisi (Uelzen, Alsó-Szászország, Németország 1973. február 15. –) német televíziós műsorvezető, színész, énekes, táncos, a VIVA Germany egykori műsorvezetője.

## Élete
Adebisi 1973-ban Uelzenben született nigériai szülők gyermekeként. Szülei nagyon korán elváltak, és Adebisi nővéreivel és édesanyjával Solingenben nőtt fel. A Friedrich List középiskolában tanult Solingenben, és számos sportklub tagja volt. Amerikaifutball-játékos volt a Solingeni Hurricanes újoncai között. A sport mellett különböző breaktáncos versenyeken is részt vett. 1993 és 2004 között a német VIVA televíziós csatorna műsorvezetője volt. Jelenleg Solingenben él.
14 évesen Adebisi rap- és hiphop-táncolni kezdett Götz Gottschalkdal és Adé Bantulval együtt, majd 1989-ben megalapították az Exponential Enjoymen nevű jazz hiphopegyüttest, és megjelent első lemezük is. Egy évvel később Daniel Aminatival, aki később a Bed & Breakfast nevű csapat tagja lett, és Tyron Ricketts-szel együtt a Bass Bumpers nevű dancefloor együttes háttértáncosaként tevékenykedtek.
Adebisi a VIVA Germany zenecsatornán lett ismert, ahol 1993 és 2004 között dolgozott. Mola kapitány volt a beceneve. Ő volt a leghosszabb ideig és a legrégebb óta műsorvezető a VIVA csatornán. Több élő interaktív műsor és különböző események műsorvezetője volt.
1996-ban megjelent első kislemeze Shake That Body címmel. A dal a 45. helyezést érte el, és 9 hétig volt slágerlistás helyezés. 1997-ben a Bed & Breakfast és Squeezerrel együtt a Get It Right kislemez jött ki. A dal 46. helyig jutott a német kislemezlistán, és 7 hétig volt slágerlistás. Utolsó dala még ebben az évben Don't Give Up címmel jelent meg.

## Filmszerepek
- 1995: Jede Menge Leben
- 1996: Der Trip – Die nackte Gitarre 0,5
- 1996–1997: Marienhof (TV sorozat)
- 1997: Einsatz Hamburg Süd
- 1999: alphateam – Die Lebensretter im OP
- 1999: Sieben Tage bis zum Glück
- 2008: Falco – Verdammt, wir leben noch!
- 2011: Cobra 11

## Szinkron
- 2002: Ali G in da House
- 2004: Große Haie – Kleine Fische

## Diszkográfia
- 1996 – Shake that Body[4]
- 1997 – Get It Right (közreműködik Sqeezer & Bed & Breakfast)[5]
- 1997 – Don't Give Up[6]